# جذع ضلعي رقبي
جذع ضلعي رقبي (بالإنجليزية: Costocervical trunk)‏‏هو شريان يتفرعُ من شريان تحت الترقوة.

## فروعه
يخرجُ منه الفروع التالية:
- شريان رقبي عميق
- شرايين بين الأضلاع